# Автомобильная светотехника
| Внешние световые приборы легкового автомобиля |
| --- |
| Фары ближнего света (+габаритные огни, подсветка номера и панели) Выделение машины, освещение дороги ночью и в туннелях Вместо дневных ходовых огней Сигнал опасности (днём в движении) |
| Фары дальнего света (+ближний свет, габариты, подсветка номера и панели) Мощные фары, освещающие на много метров Световой сигнал (доступен без ближнего света)                          |
| Противотуманные фары (+габаритные огни, подсветка номера и панели) Улучшают видимость в дождь/туман Вместо дневных ходовых огней                                                        |
| Дневные ходовые огни Выделение машины при низком солнце Запущен двигатель, выключены габариты/фары                                                                                      |
| Габаритные огни (+подсветка номерного знака, приборной панели) Выделение машины в ненастье, в сумерках, ночью на стоянке                                                                |
| Стояночные огни Выделение машины ночью на стоянке |
| Задний противотуманный фонарь (+габаритные огни, фары, подсветка номера и панели) Выделение машины в туман, сильный дождь                                                               |
| Указатель поворотов Намерение повернуть, остановиться, поехать |
| Аварийная световая сигнализация Проблемы с автомобилем, водителем, грузом Сигнал опасности (на стоянке)                                                                                 |
| Фонарь заднего хода Запущен двигатель, включена задняя передача |
| Стоп-сигнал Запущен двигатель, нажат тормоз |

Автомоби́льная светоте́хника — комплекс световой техники, использующийся для сигнализации и освещения. Автомобильное освещение монтируется в передней, в задней, а также в боковых частях транспортного средства в виде фар или фонарей. Установка может быть как выступающим элементом кузова автомобиля, так и спрятана заподлицо.
Слово «фонарь» применимо к задним противотуманным, но также используется в разговорной речи и по отношению к остальным световым приборам (пример: задние фонари). Основными назначениями автомобильного освещения заключается:
- Обеспечение освещения дорожного покрытия и пространства впереди после наступления темноты
- Обозначение транспортного средства, его габаритов и направления движения для других участников дорожного движения как в тёмное, так и в светлое время суток
- Предупреждение других участников дорожного движения о намерении водителя изменить скорость или направление движения

В основе автомобильного освещения лежит цветовая мнемоника: спереди белый цвет, сзади — красный, сбоку — жёлтый.

## Расположение органов управления в современных автомобилях
Стоп-сигнал, дневные ходовые огни и фонарь заднего хода включаются автоматически.
Ручка управления указателями поворота (на леворульных авто — слева от руля) заодно используется для управления дальним светом фар.
Часто на этой же ручке находятся тумблеры управления габаритными огнями, ближним светом фар и противотуманными фонарями. В некоторых машинах (например, группы «Фольксваген») эти тумблеры в другом месте под левой рукой.
Кнопка включения аварийной световой сигнализации всегда на центральной консоли автомобиля.
На праворульных автомобилях указатели поворота и освещение обычно справа — но это не фиксировано и зависит от производителя.

## История
Со времён создания автомобиля и перехода его в статус полноценного транспортного средства возник вопрос о возможности круглосуточного использования автомобиля. А это в свою очередь требовало наличия осветительных приборов.

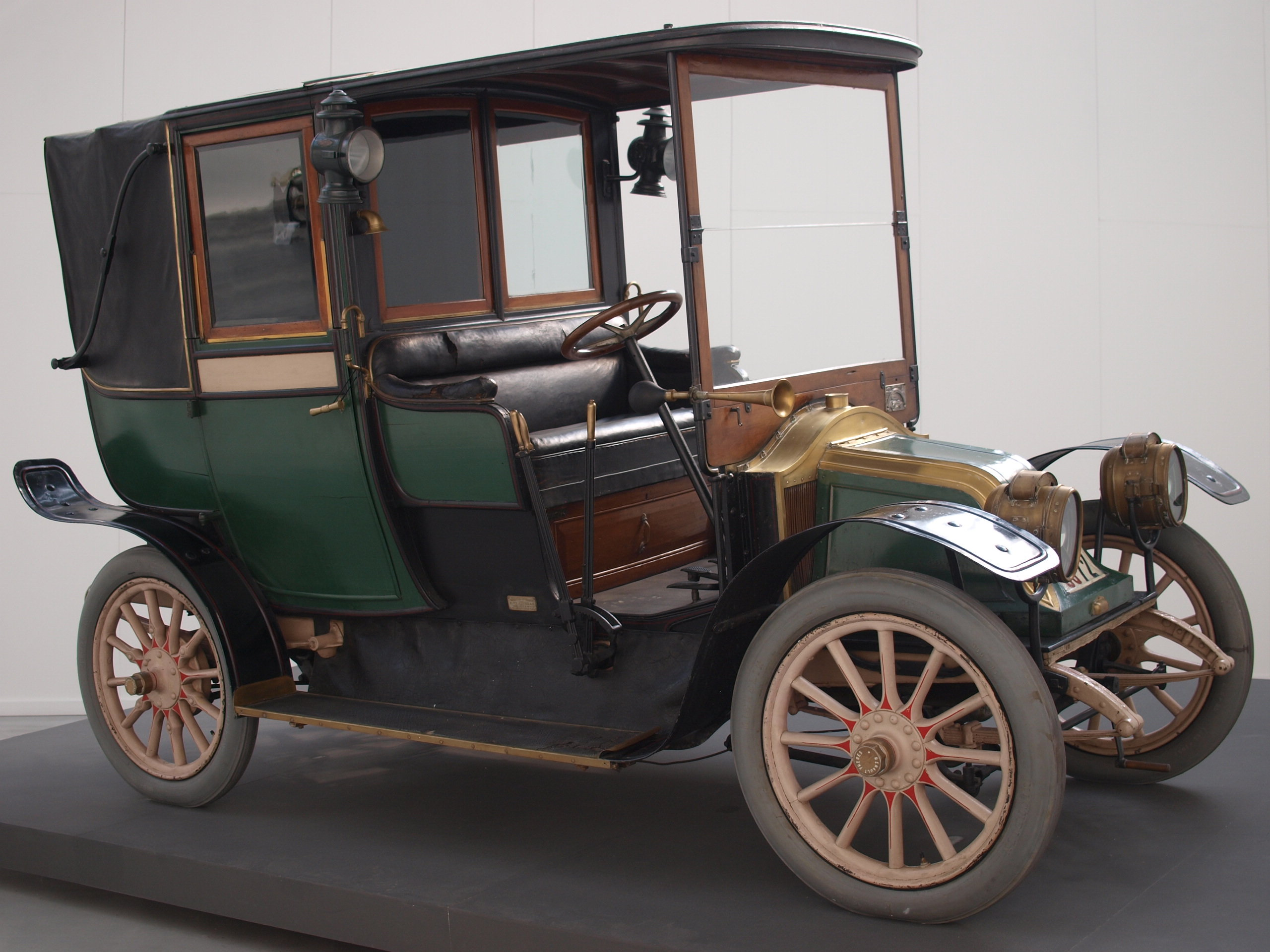
Автомобиль Renault AG-Fiacre Paris 1910 года с ацетиленовыми фарами

Самые первые фонари использовали керосин, но решали проблему освещения очень плохо. Скорее керосиновые фонари просто обозначали транспортное средство. Лётчик и авиаконструктор Луи Блерио в 1896 году предложил использовать ацетиленовые светильники. Подобные светильники к тому времени использовались в качестве паровозных прожекторов. Для получения ацетилена использовался специальный бак, установленный на подножке со стороны водителя, в который засыпался карбид кальция и вода. Для включения фар водителю приходилось открывать кран подачи ацетилена, открывать фары и зажигать встроенные в них горелки спичкой.
Начиная с 1920 годов стали использоваться электрические лампы. Фары, имеющие лампы накаливания, представляли собой прожекторы, которые слепили встречных водителей. При разъезде со встречным автомобилем водителю приходилось наклонять фары вниз, используя для этих целей специальный рычаг с тросовым или гидравлическим механизмом. Другой способ снижения ослепления был основан на уменьшении интенсивности свечения путём снижения тока накала ламп с помощью реостата. Но все эти ухищрения отвлекали водителя, и не давали возможности установить фары после изменения в исходное положение.
На более дорогие машины устанавливались индивидуальные фары для ближнего и дальнего света. Мощность таких фар была различна: для ближнего света составляла 30 Вт, для дальнего 50 Вт. Угол пучка фар ближнего света устанавливался для освещения дороги на 15-20 метров вперёд, в то время как свет дальних — на 40-60 метров. Это позволяло водителю переключать фары на нужный режим освещения намного удобнее.
Мощность и дальность света удалось увеличить используя разработки Ивана Петровича Кулибина в области параболического отражателя. Таким образом фара имеющая параболический рефлектор и линзы могла освещать на несколько сотен метров.
В дальнейшем производители стали усложнять конструкции ламп. Фирма Bosch в 1925 году первая стала изготавливать двухнитевые лампы накаливания, одна нить которой использовалась для ближнего света, другая для дальнего. В массовое использование попали галогенные лампы, имеющие лучшие характеристики и большую надёжность. Также стало возможным уменьшить вес аккумуляторных батарей за счёт появления в автомобилях генератора, который осуществлял питание мощных электроламп и снял проблему необходимости подзарядки батарей на станциях.
Изменения светотехники сопровождалось введением новых правил освещения. В 1957 году в Европе был узаконен асимметричный свет, по которому свет от водителя светил ближе, чем свет со стороны пассажира. Это снижало риск ослепления встречного водителя и повышало безопасность.

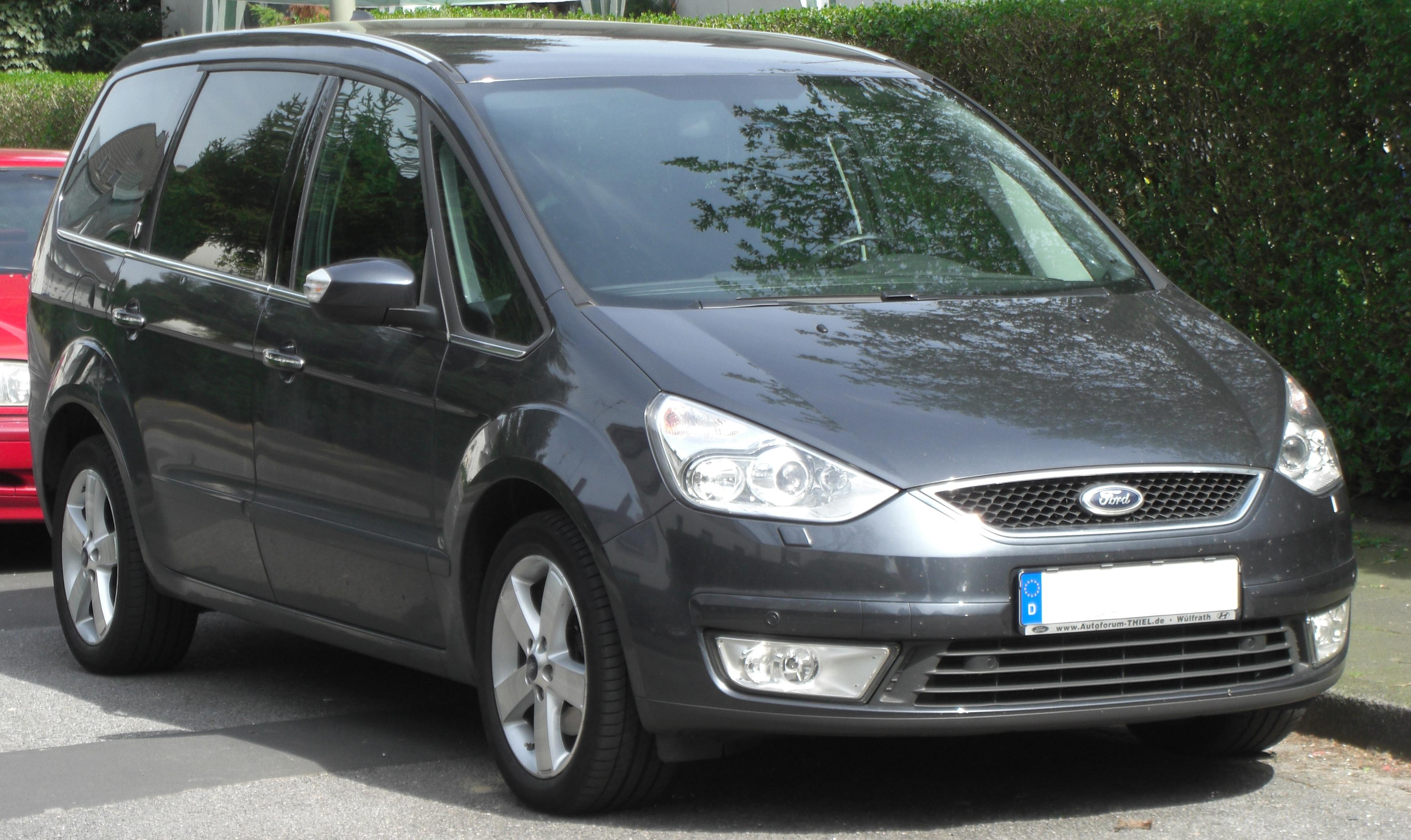
Фары автомобиля Ford Galaxy 2008 года

Другое направление модернизации осветительной техники заключалось в изменении формы фары. Если раньше все фары имели круглый профиль, то начиная с 1961 года Citroën попробовал квадратные фары. Это позволило улучшить аэродинамику автомобиля, усилить световой поток благодаря светоотражателю Hella эллипсоидной формы с двумя осями, где две пары лучей из разных фокусов собирались в одну собирающую линзу. А в 1986 году на автомобили BMW устанавливали трёхосные фары.

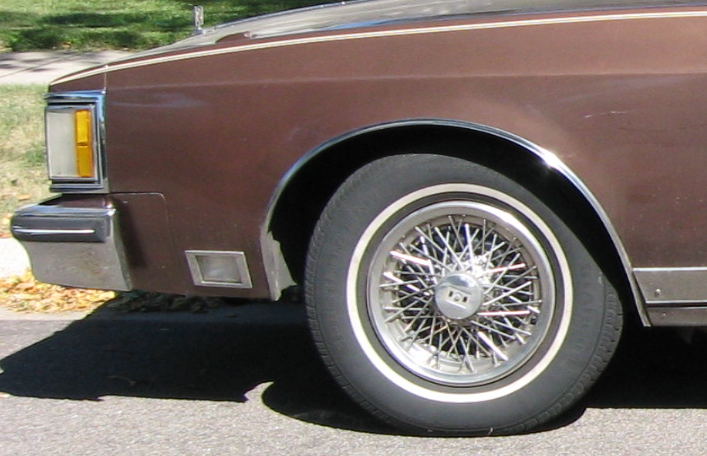
дополнительный фонарь помогающий при повороте

Благодаря вычислительным мощностям современных компьютеров стали возможными расчёт и изготовление фар имеющих практически любую форму подходящую по желанию дизайнера автомобиля. Сложность устройства современной фары заключается во множестве фокусов светоотражателя фары, отвечающих за освещение определённого участка дороги.

## Цветовая дифференциация
Цвет огней автомобиля стандартизован Венской конвенцией о дорожных знаках и сигналах в 1949 году, а позже указан в Конвенции Организации Объединённых Наций о дорожном движении в 1968.
Согласно этим правилам задние фонари должны излучать красный свет, передние фары белый , а все сигналы поворота должны излучать жёлтый или янтарный свет. Однако в Северной Америке сигналы поворота могут быть также красного цвета. Исключением являются автомобили аварийных и специальных служб, которые могут содержать специальные цвета.

## Типы излучательных элементов
1. Лампа накаливания. Традиционный излучатель. Внутри стеклянной колбы создан вакуум, внутри которого вольфрамовая нить нагревается электрическим током до 2000 °C. Работают 500—1000 часов.
2. Галогенная лампа. Стеклянная колба заполнена буферным галогенным газом — йодом или бромом. Благодаря галогенам работает до 4000 часов.
3. Газоразрядная лампа (HID). В колбе из кварца или оксида алюминия нагретый газ (ксенон) излучает свет. Работает до 25 000 часов. Ксенон — благородный газ, не имеет вкуса, цвета или запаха. Применяется в лампах накаливания, для лечения травм головного мозга, медицинской диагностики, как рабочее тело лазеров.
4. Светодиодная лампа.
5. Светодиоды (LED). Работают на явлении заполнения электронами пустых «дырок» в полупроводнике с выделением фотона. Энергоэкономичны. Работают до 50 000 часов.

## Опознавательные огни по кругу автомобиля

### Указатель поворотов

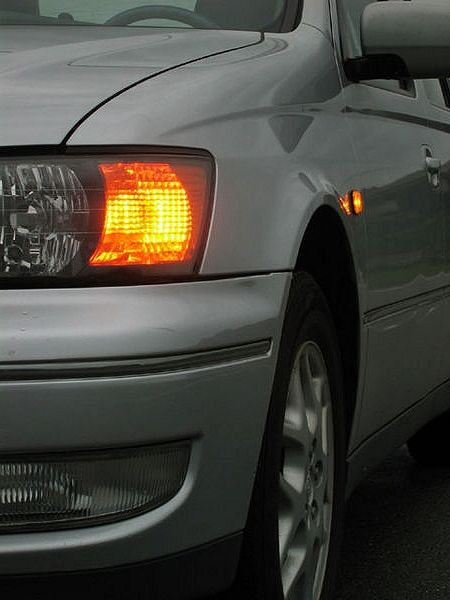
Автомобиль с включённым левым передним сигналом поворота и повторителем

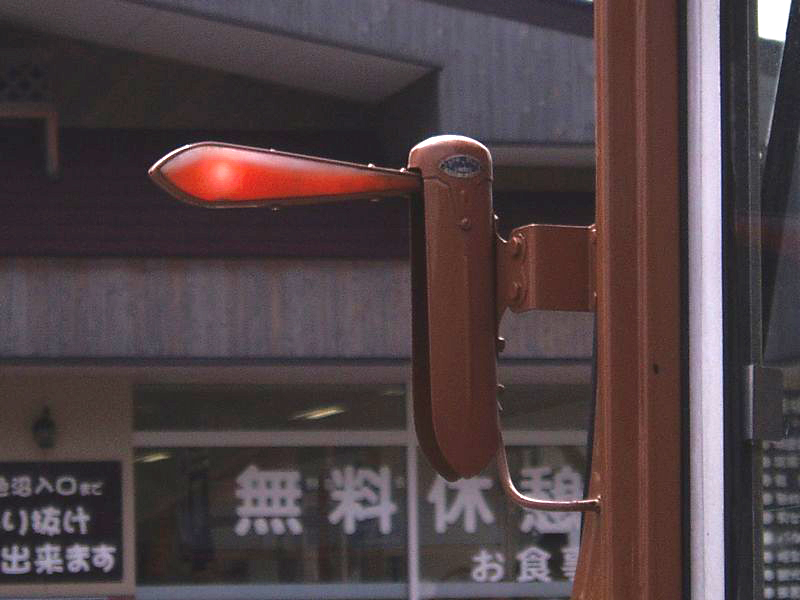
Механический указатель поворота с подсветкой

Фонари сигнала поворотов размещаются на углах автомобиля, реже по бокам. Используются для предупреждения других водителей о совершении поворота, разворота или перестроения. Цвет — оранжевый или жёлтый, в России принят оттенок янтарного под названием «автомобильный жёлтый», в Северной Америке допускается красный. Начиная со своего первого появления электрических поворотов в 1907 году и началом их промышленного применения с 1939 года наличие этих светотехнических приборов на автомобиле обязательно. В случае отсутствия или неисправности приборов можно воспользоваться знаками подаваемыми рукой выставленной из окна автомобиля: вытянутая влево левая рука будет означать поворот налево, согнутая в локте под прямым углом левая рука — поворот направо.
С 1920 по 1950 год на некоторых автомобилях использовались механические указатели поворота. В отличие от электрических сигналов поворота указатели излучали свет постоянно. Они обычно устанавливались выше передних дверей и выкатывались в горизонталь. Но сами фонари были хрупкими и часто ломались, а иногда оставались в сложенном состоянии.

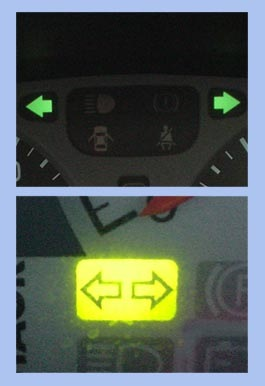
Два вида индикаторов включения сигнала поворота

Во всех странах и регионах мира кроме Северной Америки обязательна установка боковых повторителей поворота, которые позволяют увидеть сигнал поворота не только спереди и сзади автомобиля. Но устанавливать повторители на крылья совсем не обязательно, существует множество вариантов совмещения бокового и фронтального сигнала поворота в один фонарь, например на автомобиле Mercedes-Benz R170. Автомобильная мода 2010-х — располагать повторители на зеркалах заднего вида.
Рычаг включения сигнала поворота на большинстве автомобилей располагается под рулевым колесом, чтобы водитель мог включить сигнал поворота не снимая руки с руля, путём перевода рычага в сторону предполагаемого поворота. По завершении манёвра переключатель должен автоматически возвращаться в исходное положение.
Частота вспышек света постоянна и лежит в пределах от 60 до 120 включений в минуту, что соответствует 1,5±0,5 Гц. На приборной панели автомобиля вспыхивает зелёный индикатор включения сигнала поворота, а также раздаётся звуковой сигнал, напоминая о необходимости выключения сигнала поворота, если он не выключился автоматически.
Аварийная световая сигнализация — мигание указателей поворота обоих бортов. Включается кнопкой с эмблемой в виде красного треугольника. «Аварийку» принято включать при любой проблеме в автомобиле. При аварийной остановке в дополнение выставляется знак аварийной остановки. По ПДД РФ «аварийку» также включает задний автомобиль при буксировке и автомобиль, высаживающий группу детей.

### Габаритные огни

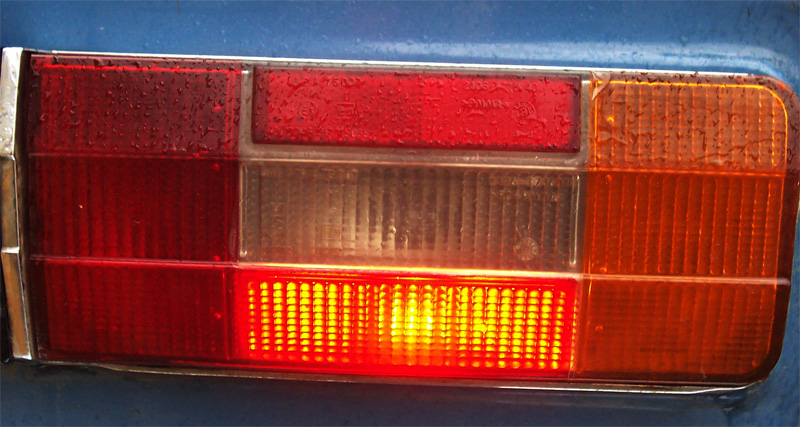
Задний блок-фонарь на ВАЗ-2106, работающий в режиме габаритного огня.

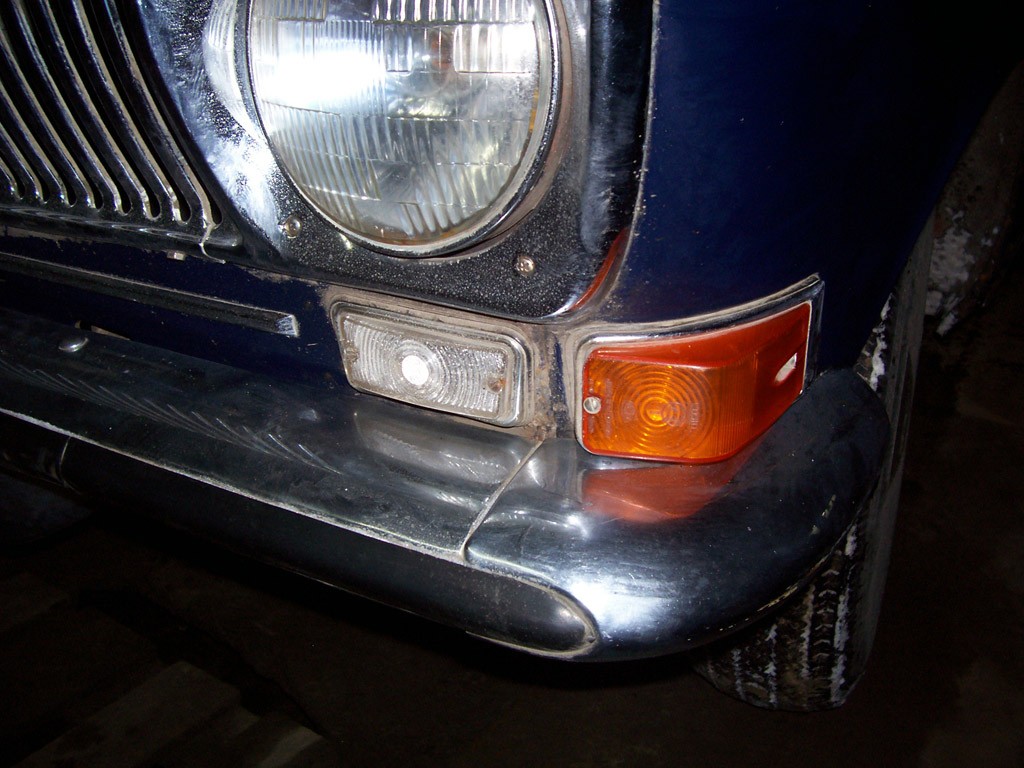
Подфарники или габаритные огни на «Волге» ГАЗ-24 1974 года.

Габаритные огни используются для обозначения транспортного средства ночью и в условиях недостаточной видимости. В условиях тумана и плохой видимости используются совместно с задними противотуманными фонарями. Спереди белые (в Северной Америке допустим жёлтый), сзади красные. Сила свечения находится в пределах от 4 до 125 кд, при этом нормируются углы обзора излучаемого света. На крупных транспортных средствах, например, автобусах, используются боковые жёлтые габаритные огни, а также дополнительные габаритные огни как можно выше.
Передние габаритные огни часто называют «подфарники» — на старых автомобилях они были отдельными фонарями (в современных легковых авто они обычно в составе блок-фары).
Современные автомобили вынуждают водителя включать габаритные огни следующим образом: в сумерках водитель начинает плохо видеть приборную панель, и вместе с подсветкой включаются габаритные огни и подсветка заднего номерного знака.
Габаритные огни могут работать, даже когда остальная электросеть автомобиля выключена — это позволяет выделить автомобиль при стоянке на неосвещённой дороге. В России правила дорожного движения обязывают водителей ночью на неосвещённых дорогах при остановке или стоянке включать габариты.

### Стояночные огни

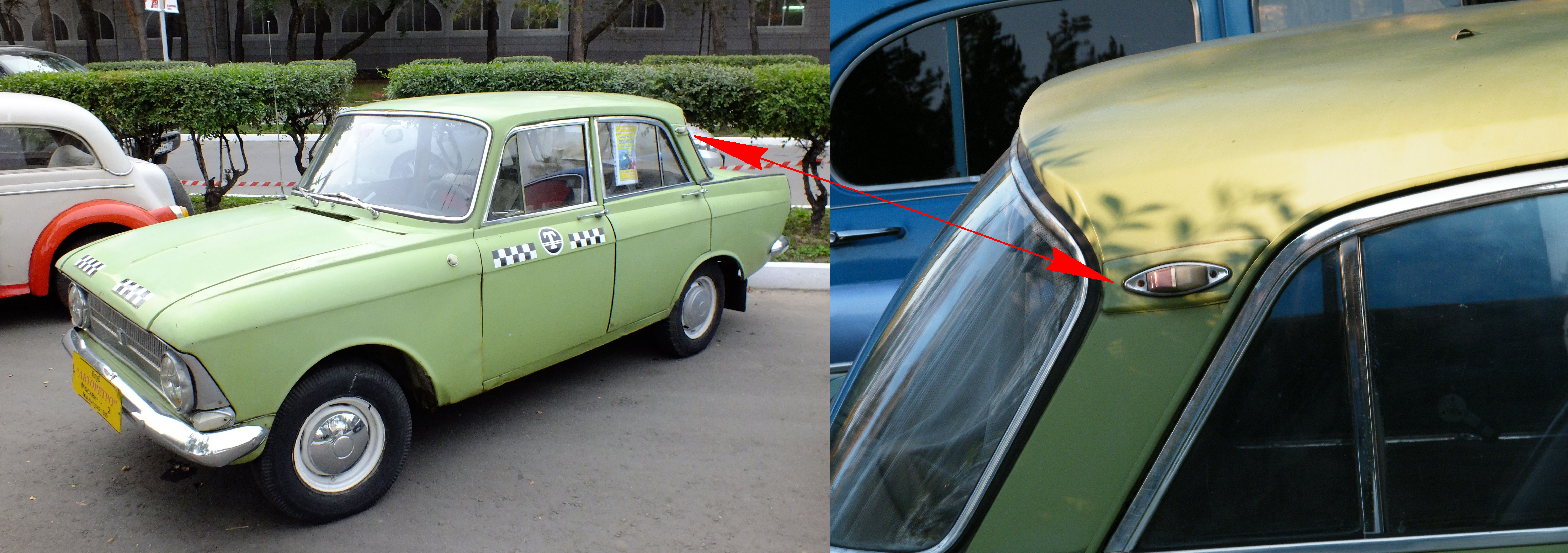
Москвич-412 со стояночными огнями.

Стояночные огни придумали, чтобы меньше расходовать аккумулятор при стоянке на неосвещённой дороге. В СССР они появились с мая 1968 года на автомобилях «Москвич-408». Фонарь устанавливался высоко на задней стойке крыши и представлял собой комбинацию из белого светофильтра спереди и красного сзади. Фонарь включался на стоянке тумблером «левый-выключено-правый» и по замыслу должен был включаться на припаркованном автомобиле только со стороны дороги. Идея не нашла поддержки, и после повторения на модели Москвич-412 и выпуска ранних Москвич-2140 место под стояночные огни стало закрываться глухой накладкой, выкрашенной в цвет кузова. Также стояночные огни на задней стойке крыши некоторое время устанавливались на автомобилях ГАЗ-24 «Волга», а на ЗАЗ-968 точно такие же фонари ставились под задней стойкой, на машинах последних выпусков их соединяли с габаритными огнями. В настоящее время [когда?] стояночными огнями оснащаются в основном грузовики, автобусы и прицепы.
На некоторых автомобилях (в частности, на многих авто концерна «Фольксваген») с 80-х годов и до современности функцию стояночных огней выполняют габаритные огни одного борта. Для этого на припаркованном автомобиле нужно включить указатель поворота (в зависимости от автомобиля, с включёнными габаритными огнями или нет).

## Передние огни и фары

### Фары
Работа автомобильных фар на примере Ford Focus
Фа́ра — электрический светотехнический прибор, используемый на транспортном средстве и применяющийся для освещения дороги. На специальной технике может использоваться для освещения места проведения работ. Обычно фара размещается спереди транспортного средства, на специальной технике может быть и сзади, а также иметь поворотный механизм. Каждое транспортное средство должно иметь не менее 1 пары фар установленных симметрично относительно продольной оси транспортного средства (не распространяется на внешние световые приборы мотоциклов, мотороллеров и мопедов). После появления адаптивных фар понятие дальнего и ближнего света устаревает, так как световой пучок постоянно изменяется и формируется компьютером на основе многих параметров (таких как скорость автомобиля, наличие встречных автомобилей, наличия препятствий на обочине и тп.).

#### Ближний свет
Освещение дорожного покрытия
Фары ближнего света применяются для освещения части обочины и дорожного полотна ограниченной площади. Световой пучок фар ближнего света распространяется вниз и в противоположную сторону от встречного потока. Ближний свет может быть представлен отдельной фарой, блок-фарой или дополнительной нитью накала двунитевой лампы (накаливания или галогенной) в зависимости от конструкции автомобиля. Создаваемый фарой ближний свет не слепит встречных водителей, благодаря чему включение этих фар используется при разъезде автомобилей. Использование только ближнего света на больших скоростях движения автомобиля невозможно из-за ограниченной видимости дороги, поэтому в ночное время суток при приближении водители переключают фары из режима дальнего света на ближний, а после разъезда восстанавливают дальний свет.
Если законодательство требует дневные ходовые огни (Россия с 2010 — всегда при движении, Украина с 2023 — всегда за городом), при их отсутствии нужно включать ближний свет.
Ближний свет днём используется в некоторых юрисдикциях как знак опасности. ПДД Украины (2019) требуют ехать с ближним светом автомобилям, перевозящим опасные грузы, группы детей, буксирующим другой автомобиль, едущим в колонне, тяжеловесам, а также общественному транспорту, едущему по выделенной полосе навстречу потоку.

#### Дальний свет
Дальний свет распространяется мощным пучком параллельно полотну дороги и рассчитывается для освещения большей площади дороги. Из-за этих своих особенностей дальний свет должен выключаться при сближении с попутными и встречными транспортными средствами во избежание ослепления водителей.
О включении дальнего света сигнализирует контрольная лампа синего цвета.
Фары дальнего света используются как световой сигнал, для этого надо потянуть на себя ручку управления поворотниками и фарами. Стандартное значение этого сигнала, прописанное ПДД — «выключи дальний свет, ты меня слепишь» и «разреши обогнать». Неформальное — «проезжай, пропускаю», «рядом пост ГАИ» и многое другое.

### Дневные ходовые огни

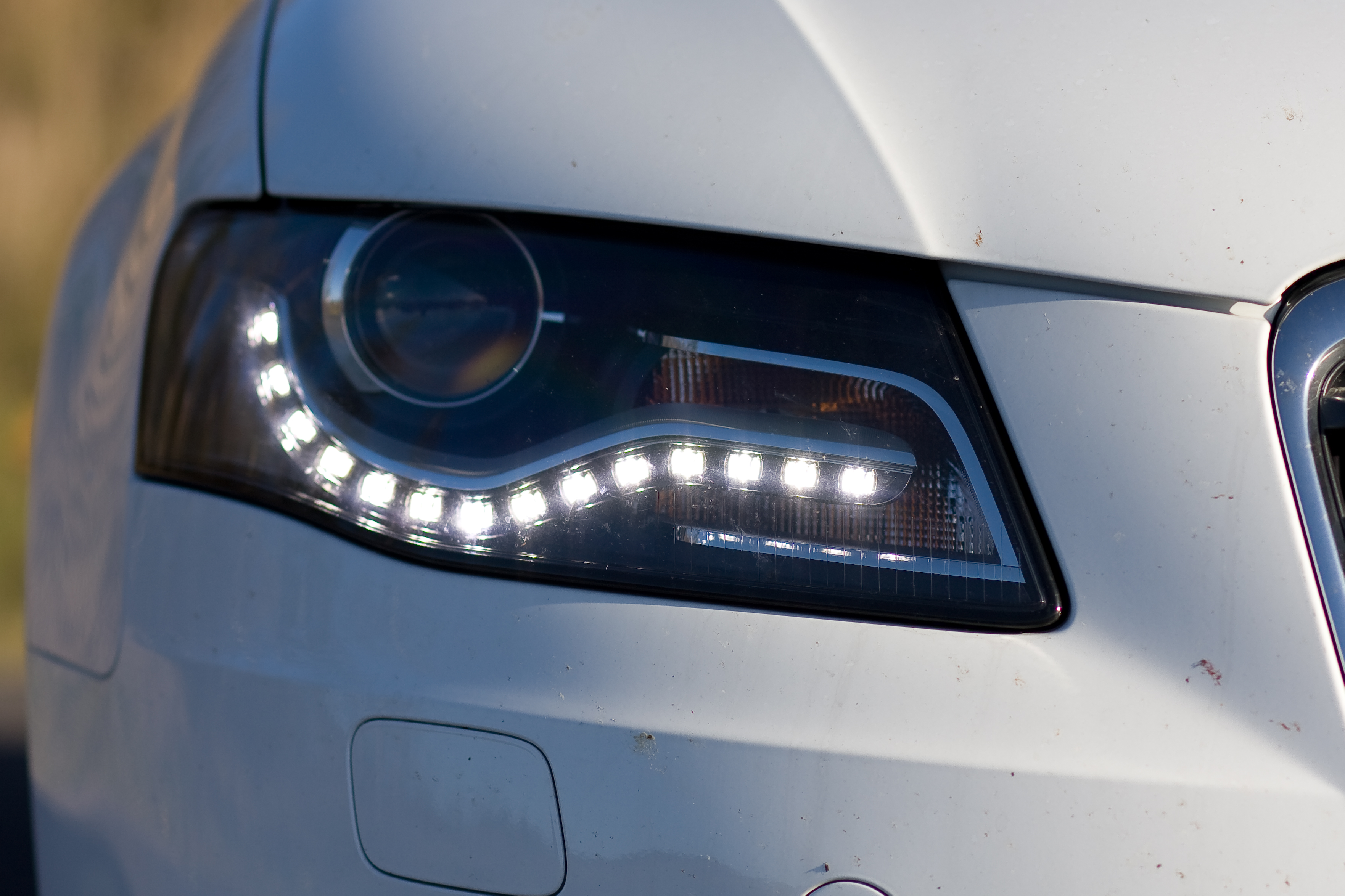
Дневные ходовое огни на автомобиле Audi A4

Родом из скандинавских стран, где зимой солнце низко и потому нужно дополнительно подсвечивать автомобиль. Многие страны (в том числе Россия) требуют такие огни (а при отсутствии таковых — включать фары ближнего света или противотуманные). По правилам ЕЭК дневные огни должны излучать свет не менее 400 кд, но не более 1200 кд во всех направлениях. Многие страны допускают использование фар ближнего света. Канада, Швеция, Норвегия, Словения, Финляндия, Исландия и Дания требуют отдельного независимого фонаря дневного света. Страны, не требующие установку фонарей, допускают их использование.
В Северной Америке фонари дневного света могут выдавать до 7000 кд и могут быть представлены фарами дальнего света работающими на низком напряжении. Это вызвало большое количество жалоб на ослепление.
Использование передних, боковых и задних габаритных огней разрешено, требуется или запрещено одновременно с фонарями дневного света в зависимости от законодательства и принципа работы дневных фонарей. Кроме того, по правилам, фонари дневного света, установленные близко с сигналам поворота, могут или должны выключаться или переключаться на интенсивность излучения габаритных фонарей отдельно в соответствии с включённым сигналом поворота. Основная проблема использования не автоматических ДХО заключается в невнимательности водителей, которые забывают переключать ДХО на ближний свет при наступлении сумерек. При этом не горят габаритные огни, что создаёт опасность для движения.

### Противотуманные фары

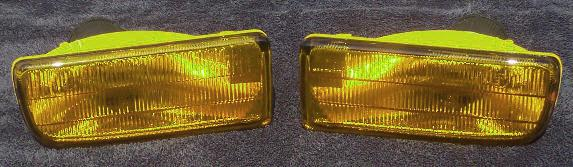
Комплект противотуманных фар

Противотуманные фары создают широкий горизонтальный пучок света, идущий параллельно дороге, как бы подстилаясь под туман. Противотуманные фары должны быть установлены как можно ниже. Цвет излучаемого фарами света может быть как белый, так и отборный жёлтый. Фары используются для увеличения освещённости дорожного покрытия и обочины в тёмное время суток и в условиях недостаточной видимости из-за дождя, тумана, пыли или метели при движении с малой скоростью. Кроме того, противотуманные фары можно использовать в светлое время суток в качестве фонарей дневного света вместо ближнего света фар. В условиях хорошей погоды ночью использование света противотуманных фар совместно с фарами ближнего или дальнего света нежелательно из-за снижения дальности видимости дороги (яркое пятно света от противотуманных фар в зоне непосредственно перед автомобилем влечёт сужение зрачков глаз водителя). Из-за своего устройства в туман разумней их использовать отдельно от включения ближнего света, так как это уменьшает самоослепление водителя от стены тумана или падающего снега, но по правилам включение противотуманных фар в тёмное время суток обязательно должно сопровождаться включением ближнего или дальнего света фар.
Противотуманные фары часто путают с фарами ближнего света как раз из-за необязательности их иметь отборный жёлтый цвет света. В дилерских центрах ссылаются на взаимозаменяемость и устанавливают в топовых версиях автомобилей, а также в качестве дополнительного оборудования.

### Раллийные и внедорожные огни

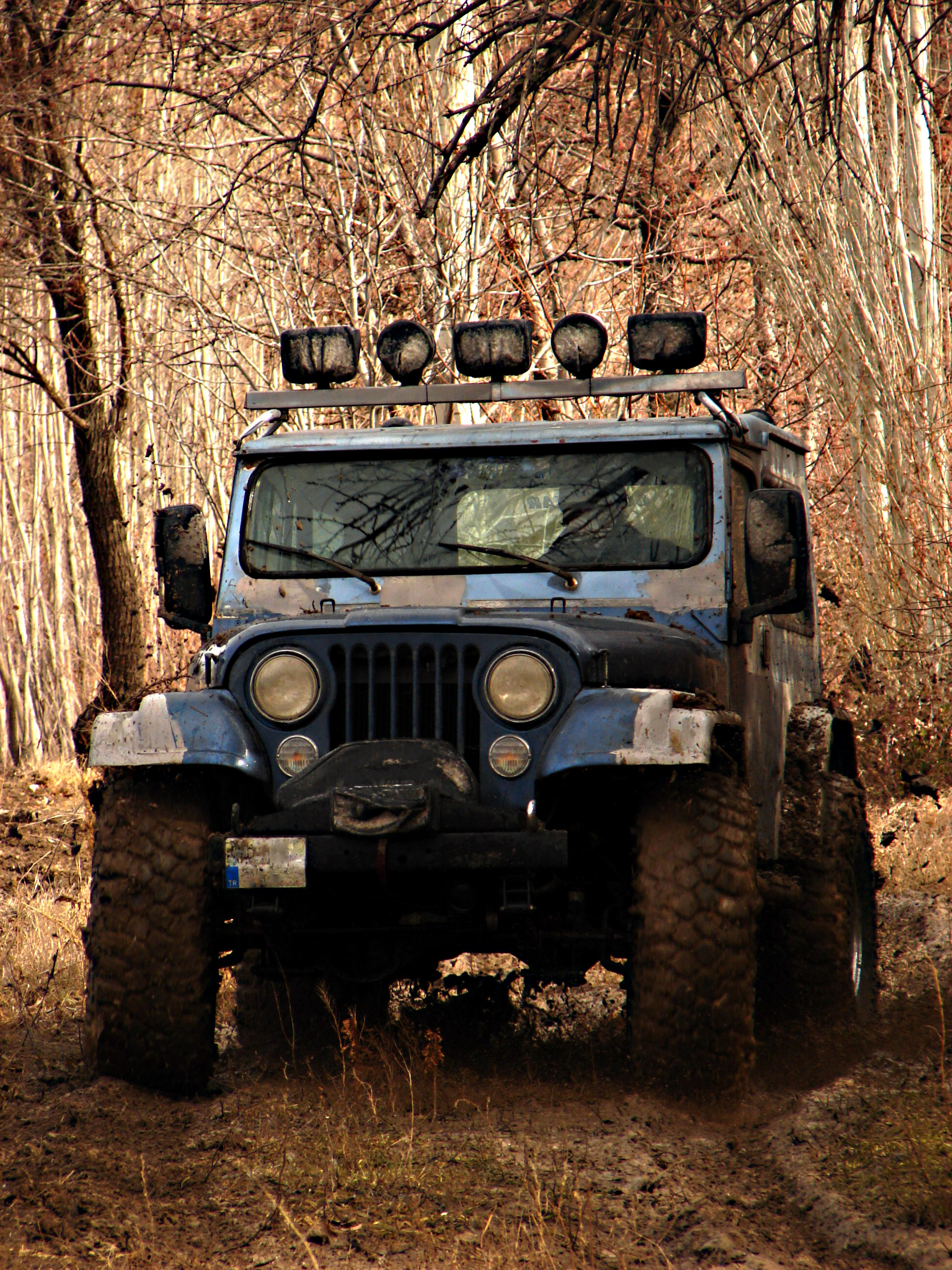
Внедорожник Jeep с установленными на крыше внедорожными фарами

Автомобили, используемые в ралли, соревнованиях по бездорожью или просто эксплуатируемые на очень высоких скоростях, часто комплектуются дополнительными лампами, помогающими расширить область видимости водителя впереди автомобиля.
Для внедорожников в качестве защиты от повреждений дополнительные фары крепятся на специальную балку над крышей автомобиля, что повышает дальность видимости. Использование таких огней на гражданских автомобилях запрещено, однако отключённые и закрытые крышками фары транспортироваться на крыше по дорогам общего пользования могут. Сложные конструкции могут содержать также боковые противотуманные фары и простые направленные по сторонам для освещения обочин в условиях плохой видимости.
В России внедорожные огни, установленные над крышей автомобиля получили прозвище «люстра».

### Фара-искатель

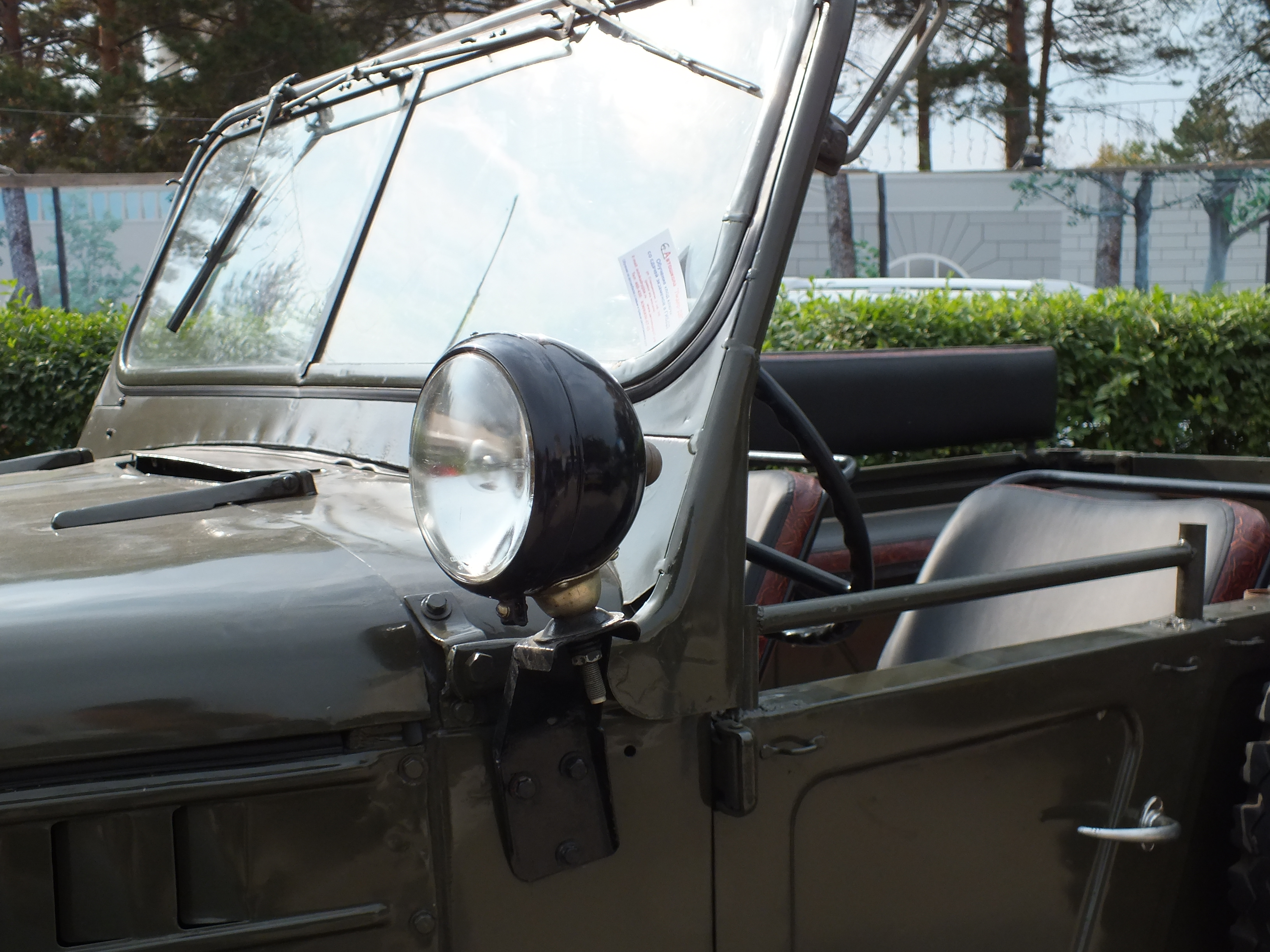
ГАЗ-69 с фарой-искателем.

Фара-искатель представляет собой прожектор без рассеивателя с возможностью изменять направление освещения. Использовать фару-искатель в пределах населённых пунктов и в присутствии встречных автомобилей запрещено, она предназначена для ориентирования на бездорожье. Также фару-искатель могут использовать автомобиль экстренной службы в зоне производства спасательных работ или в зоне ликвидируемого чрезвычайного происшествия и их последствий, и если зона спасательных работ/чрезвычайного происшествия близка к дороге, то также приняв меры против ослепления такой фарой участников дорожного движения.

## Задние фонари, фонари видимости и идентификации

### Боковые фонари

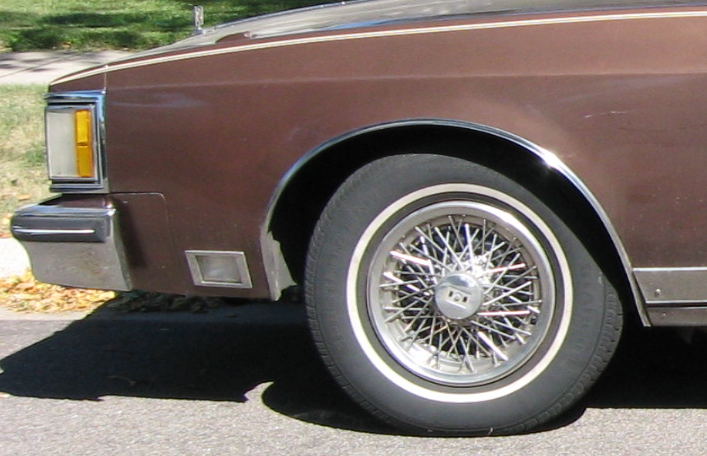
Боковой фонарь на Oldsmobile 98 Regency 1983 года

На некоторых моделях автомобилей имелась боковая белая лампа, которая включалась в направлении предполагаемого поворота или перестроения. Хоть их включение связано с указателями поворота (как, например, на массовых моделях Toyota 80х — 90х годов, а именно, например, Camry и Mark II), боковые фонари светили постоянно (не мигали, как поворотник). Также их включение сопровождало движение автомобиля задним ходом, например, на автомобилях марок Saab и Chevrolet Corvette. Технические стандарты в Северной Америке содержат положения о работе как передних, так и задних боковых фонарей. Согласно международным правилам ЕЭК ООН боковые фонари были запрещены, но с недавнего времени их использование разрешается на скорости до 40 км/ч.
По новым европейским правилам, действующим в том числе и в России, на автопоездах и автобусах с прицепами длиной более 6 метров должны быть установлены боковые габаритные огни оранжевого цвета в количестве не менее 2 штук.

### Задние фонари

#### Стоп-сигналы
Стоп-сигнал обязательно красного цвета включается при нажатии водителем на педаль тормоза. Мощность излучения стоп-сигнала выше, чем у габаритных огней. Необходима установка двух стоп-сигналов по обе стороны автомобиля. В Северной Америке разрешённый диапазон излучения света с одним источником света находится в пределах от 80 до 300 кд, во всем остальном мире от 60 до 185 кд. Как альтернатива сигналу торможения может быть использован знак руки поднятой вверх для Европы и вниз для Северной Америки.

#### Дополнительный центральный стоп-сигнал (CHMSL)

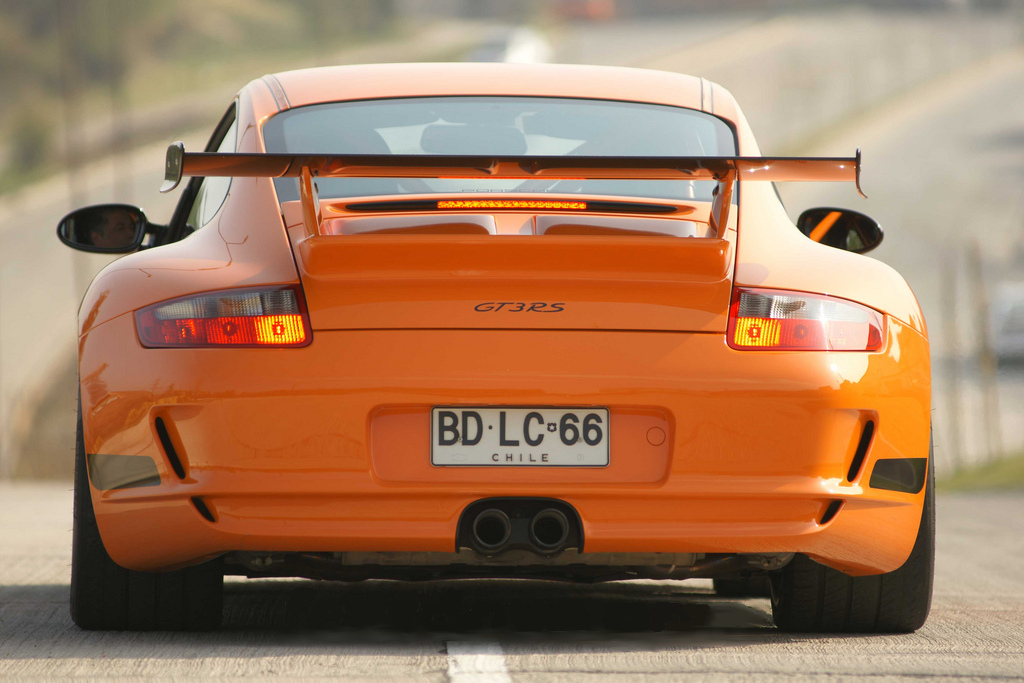
Porsche 997 GT3 RS 2007 года с центральным стоп-сигналом

Начиная с 1986 года в Северной Америке, в Австралии и Новой Зеландии с 1990 года, а в Европе (за исключением Ирландии) начиная с 1998 года обязательно наличие на автомобиле дополнительного центрального стоп-сигнала, расположенного выше линии правого и левого стоп-сигналов. Также его называют центральный, третий, безопасный стоп-сигнал, стоп-сигнал, расположенный на уровне глаз или повторитель стоп-сигнала. Ещё одно название — Свет Лидди — по имени Элизабет Доул, которая была госсекретарём транспорта США и внедрила центральный стоп-сигнал. Дополнительный стоп-сигнал может быть одиночной лампой, набором светодиодов, или неоновой трубкой.
Центральный стоп-сигнал обеспечивает однозначность нажатия на педаль тормоза в странах, где красный цвет имеют также сигналы поворота, и даёт избыточность на случай, если какой-либо стоп-сигнал выйдет из строя, а также остаётся виден при небольшой дистанции между автомобилями, например в пробке. Дополнительный стоп-сигнал при нажатии на тормоз горит непрерывно, а при экстренном торможении может мигать.
Конструктивно на легковых автомобилях центральный стоп сигнал может быть установлен под задним стеклом вверху, на крышке багажника или в задний спойлер. Другие способы установки встречаются редко, например, на Jeep Wrangler и Land Rover Freelander дополнительный стоп-сигнал установлен на держателе запасного колеса. На коммерческих автомобилях, фургонах и грузовиках часто крепят на кромке крыши автомобиля. Во всем мире третий стоп-сигнал обязательно должен располагаться по центру, но допускается боковое смещение до 15 см, если поперечный центр автомобиля не совпадает с панелью кузова, но отделяет подвижные его части, такие как двери. На фургоны Renault Master по этой причине установка центрального стоп-сигнала производится смещённой. Также регламентируется расположение как по абсолютной высоте, так и относительно горизонтали фонарей тормоза.

##### История
В 1968—1971 годах автомобили Ford Thunderbird могли быть заказаны с дополнительными центральным сигналом тормоза и сигналами поворота. Они были установлены полосами по обе стороны от небольшого заднего стекла. Oldsmobile Toronado 1971—1978 годов и Buick Riviera 1974—1976 годов имели двойные дополнительные стоп-сигналы и поворотники стандартной комплектации. Фонари были расположены чуть ниже нижней части заднего стекла, визуально привязанные к обычным задним габаритным огням/стопам/сигналам поворота, как раз над задним бампером. Эти нововведения не были массово приняты в то время. Производители автомобилей и ламп в Германии экспериментировали с двойными дополнительными фонарями тормоза в начале 1980 годов, но эти старания не были также популярными и не фиксировались в нормативных актах.
В первых исследованиях с участием такси и другого автопарка было установлено, что дополнительные фонари снижали аварийность на 50 %. Видимо это было связано с новизной устанавливаемых фонарей, так как сейчас же эта цифра порядка 5 %.
В 1986 году Национальное управление США по безопасности дорожного движения и транспорт Канады зафиксировали обязательство по установке дополнительных стоп-сигналов на все пассажирские автомобили. На лёгких грузовиках и фургонах установка обязательна с 1994 года. Стоимость установки дополнительного сигнала незначительна, но предотвращая даже несколько столкновений, имеет большу́ю экономическую эффективность для безопасности.

#### Фонари безопасного обгона
До 1970 года во Франции и Испании многие коммерческие автомобили имели зелёные фонари, устанавливавшиеся сзади. Водитель такого грузовика сообщал позади движущимся водителям о безопасности обгона его автомобиля.

#### Сигнал заднего хода

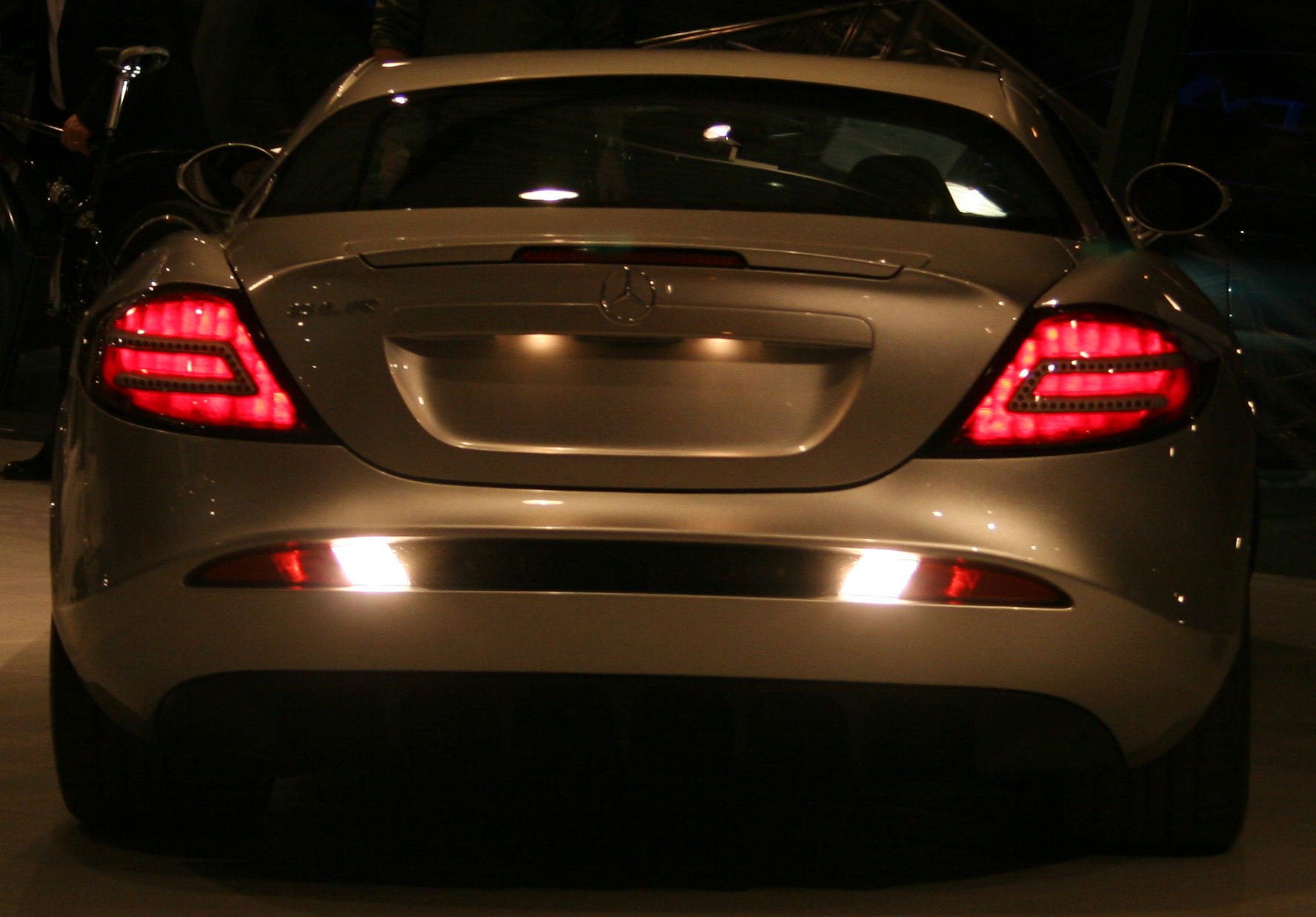
Включённые фонари заднего хода на автомобиле Mercedes-Benz SLR McLaren

Для предупреждения других водителей и пешеходов о движении автомобиля задним ходом используются фонари заднего хода. На автомобиле должен быть установлен хотя бы один фонарь излучающий белый цвет. Однако так было не всегда. В Австралии и Новой Зеландии автопроизводители и импортёры сталкивались с проблемой локализации американских автомобилей, у которых сигнал тормоза и поворота красные, а сигнал движения задним ходом белый. По правилам в этих странах сигнал заднего хода должен был быть только янтарного цвета. Эту проблему решали путём объединения функций сигнала заднего хода с задними указателями поворота без установки дополнительного оборудования. Сейчас таких проблем нет, так как полностью перешли на белый. В США в штате Вашингтон допускается как белый, так и янтарный цвета.
На длинномерных грузовиках при движении задним ходом включается прерывистая сирена для предупреждения людей, находящихся вне зоны видимости водителя. В некоторых случаях водители дополнительно включают аварийный сигнал.

#### Задние противотуманные фонари

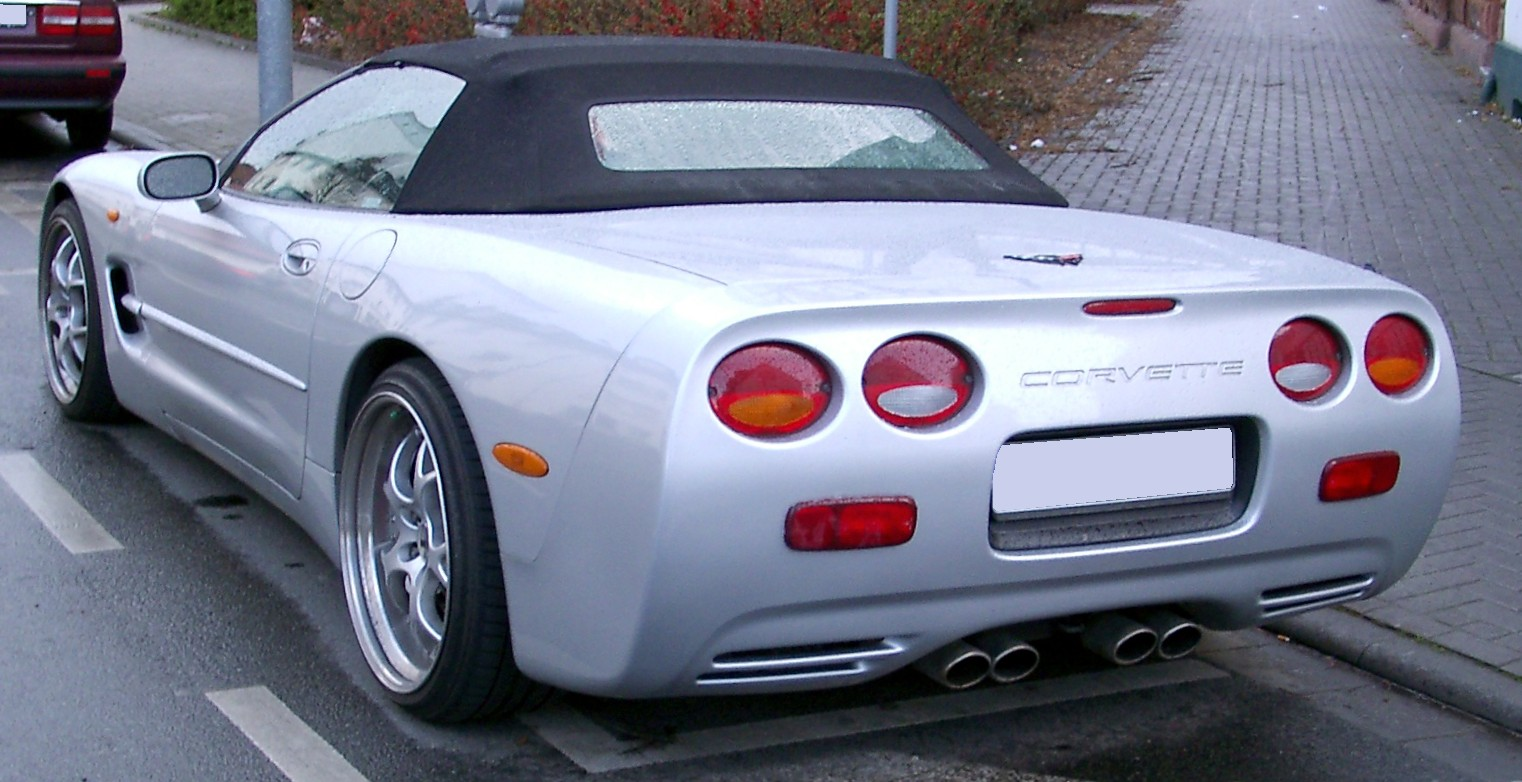
Задние противотуманные фонари в бампере европейской версии Chevrolet Corvette

Обязательно наличие хотя бы одного заднего противотуманного фонаря красного цвета. Если фонарь один, то он устанавливается ближе к стороне водителя относительно продольной оси автомобиля, сторона водителя выбирается от страны, где зарегистрирован данный автомобиль. В случае двух фонарей их установка должна быть на одной линии симметрично. Сторонники одного заднего противотуманного фонаря объясняют свой выбор в избежании путаницы фонаря и стоп-сигнала. Сторонники пары фонарей отмечают, что по правилам задние фонари должны быть отнесены минимум на 10 см от стоп-сигналов, что исключает путаницу. Также пара противотуманных фонарей несёт информацию о дистанции до движущегося автомобиля.
Интенсивность излучаемого света должна быть выше света габаритных огней, при этом угол рассеяния тоже увеличивается. На многих современных автомобилях доступно независимое включение передних и задних противотуманных фонарей.
ПДД запрещают соединять задний противотуманный фонарь со стоп-сигналом: противотуманный фонарь направленный и может слепить попутных водителей.

#### Подсветка номерного знака
- Основная статья:Подсветка автомобильного номера

Фонари номерного знака осуществляют подсветку знака, установленного на задней части кузова автомобиля в специальной нише, защищённой от атмосферных осадков. Включение фонарей происходит автоматически совместно с включением габаритных огней. Используемый цвет подсветки — белый. Использование других цветов запрещено.

#### Световозвращатели
Световозвращатели используются для обозначения габаритов транспортного средства в тёмное время суток посредством отражения излучаемого попутным транспортным средством света. Таким образом эта система является пассивной и не требует каких-либо дополнительных технических средств для использования. Обязательна установка световозвращателей сзади транспортного средства или тележки по два на каждую сторону на одной линии. Для длинномерных транспортных средств обязательна установка катафотов по бокам.

## Транспортные средства специального назначения

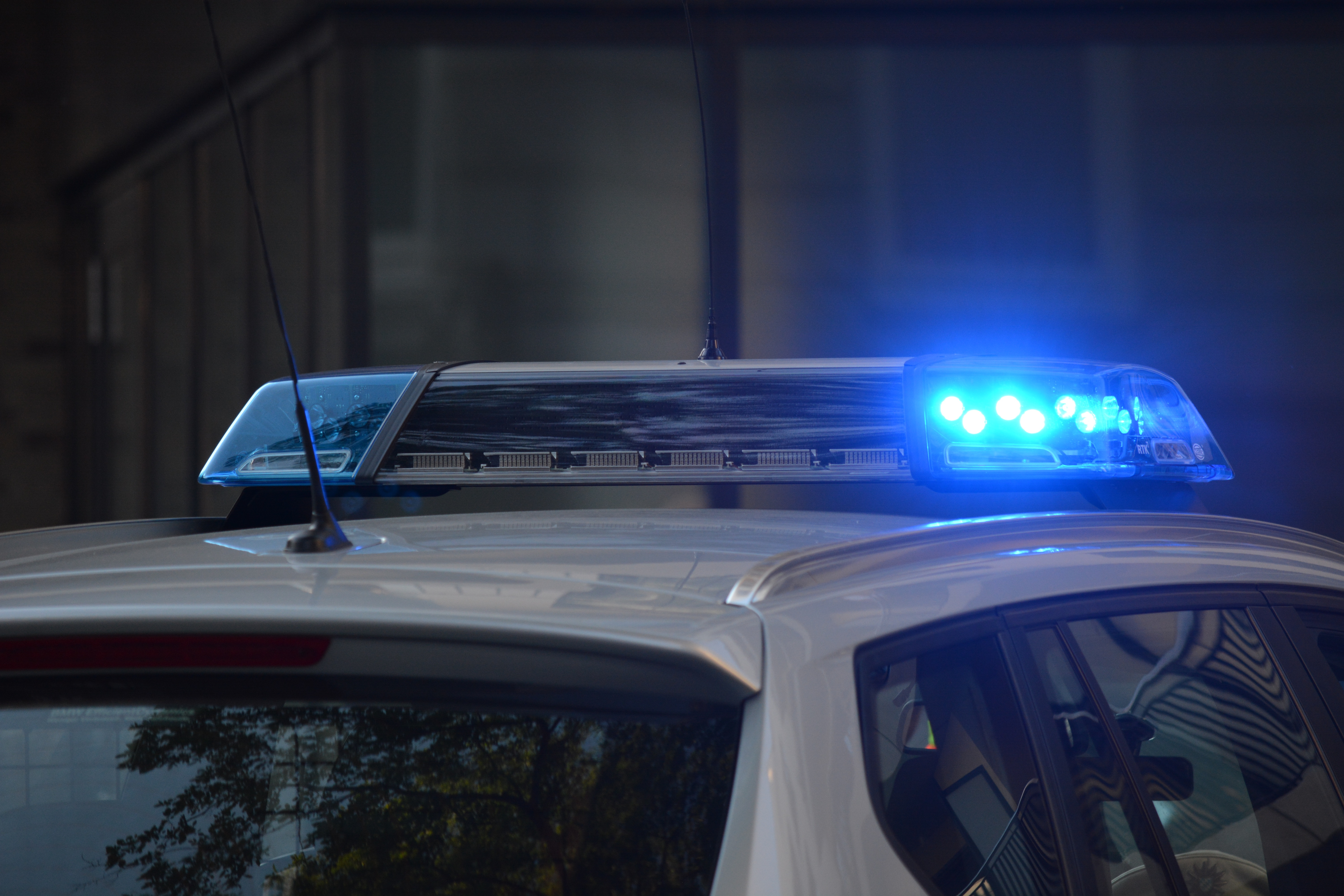
Установленные на крыше автомобиля проблесковые маячки

### Автомобили чрезвычайных служб
Автомобили полиции, пожарной охраны, скорой помощи, снегоуборочные, буксировочные и перевозящие опасные грузы грузовики оснащаются специальными предупреждающими световыми сигнализаторами соответствующих цветов и типов. Это могут быть вращающиеся проблесковые маячки, ксеноновые стробоскопы, а также линейки светодиодов. Каждой службе соответствует свой цвет. В большинстве стран синий или красный используется на полицейских автомобилях, автомобилях пожарной службы и автомобилях скорой помощи. В Северной Америке янтарный цвет используется на тягачах, автомобилях частных охранных предприятий и других негосударственных автомобилях специального назначения. Пожарные добровольцы могут использовать красные, голубые или зелёные цвета сигналов в зависимости от своей принадлежности. В Англии автомобили врачей могут комплектоваться зелёным предупреждающим сигналом. Также предупреждающие сигналы янтарного цвета можно заметить на всех тихоходных автомобилях, таких как автокраны, экскаваторы, тракторы и даже на мопедах.
Правила обязывают водителей пропускать транспорт с установленными синими или красными проблесковыми маячками и совершать манёвры, например, остановку, по требованию таких автомобилей. Все остальные цвета являются лишь предупреждающими и преимущества на дороге не дают.

### Военная техника
Отечественная военная техника на колёсном шасси, которая может передвигаться на дорогах общего пользования, комплектуется стандартным световым оборудованием, в соответствии с требованиями ПДД (передние фары, габаритные огни, стоп-сигналы, указатели поворота с повторителями, огонь или огни заднего хода, освещение номерного знака, огни автопоезда и т. д.). Однако при необходимости светомаскировки в комплект машины входят светомаскировочные устройства, резко снижающие мощность источников света — как правило, это различные колпаки или кожухи чёрного цвета с небольшими отверстиями, надеваемые сверху на фонарь или светофильтр. Для фар головного света применяются щелевые светомаскировочные колпаки с узким сине-зелёным стеклом-рассеивателем. Фара с таким колпаком практически не освещает местность перед машиной, а только обозначает её габарит и направление движения. Нижняя половина такого колпака выполнена откидывающейся на петлях вверх, что позволяет использовать фару по прямому назначению, для освещения пространства впереди, хоть и с уменьшенной мощностью света, при этом машину сложнее обнаружить с летательного аппарата (не видно огней самих фар, а только местность, освещаемую фарами).
Также на военном транспорте применяются специальные отдельные габаритные огни с белыми точечными светофильтрами, спереди и сзади, облегчающие руководство маневрированием в ночное время. На фургонах типа КУНГ иногда в верхней части устанавливались также и габаритные огни, левый красный и правый зелёный, точно такие, как бортовые навигационные огни на вертолёте Ми-8.

### Такси
Автомобили такси отличают по специальным огням, устанавливаемых согласно местному законодательству. Огни могут содержать знак «Такси», «шашечки», сигнал, что водитель готов взять пассажира или что он наоборот не работает. Также водитель может включить свет тревоги в случае ограбления, чтобы сообщить прохожим о необходимости позвонить в полицию.

## Общее устройство световой техники
Число, тип и цвет излучения световых приборов закреплены в ЕЭК ООН.

### Типы применяемых излучателей
В современных автомобилях используются лампы накаливания, галогенные лампы, ксеноновые лампы и светодиоды.
Лампы накаливания, а также лампы с инертным наполнителем в осветительной технике транспортного средства уже нигде не используется, хотя являются самыми дешёвыми и неприхотливыми в использовании. Основным источником света в транспортных средствах сейчас являются двунитевые галогенные лампы. При той же мощности в 55 Вт галогенные лампы категории H4 имеют поток в пределах 1000—1650 лм, в то время как лампы накаливания категории R2 выдают поток 400—550 лм. Со временем галогенные лампы не темнеют и имеют вдвое больший срок службы.

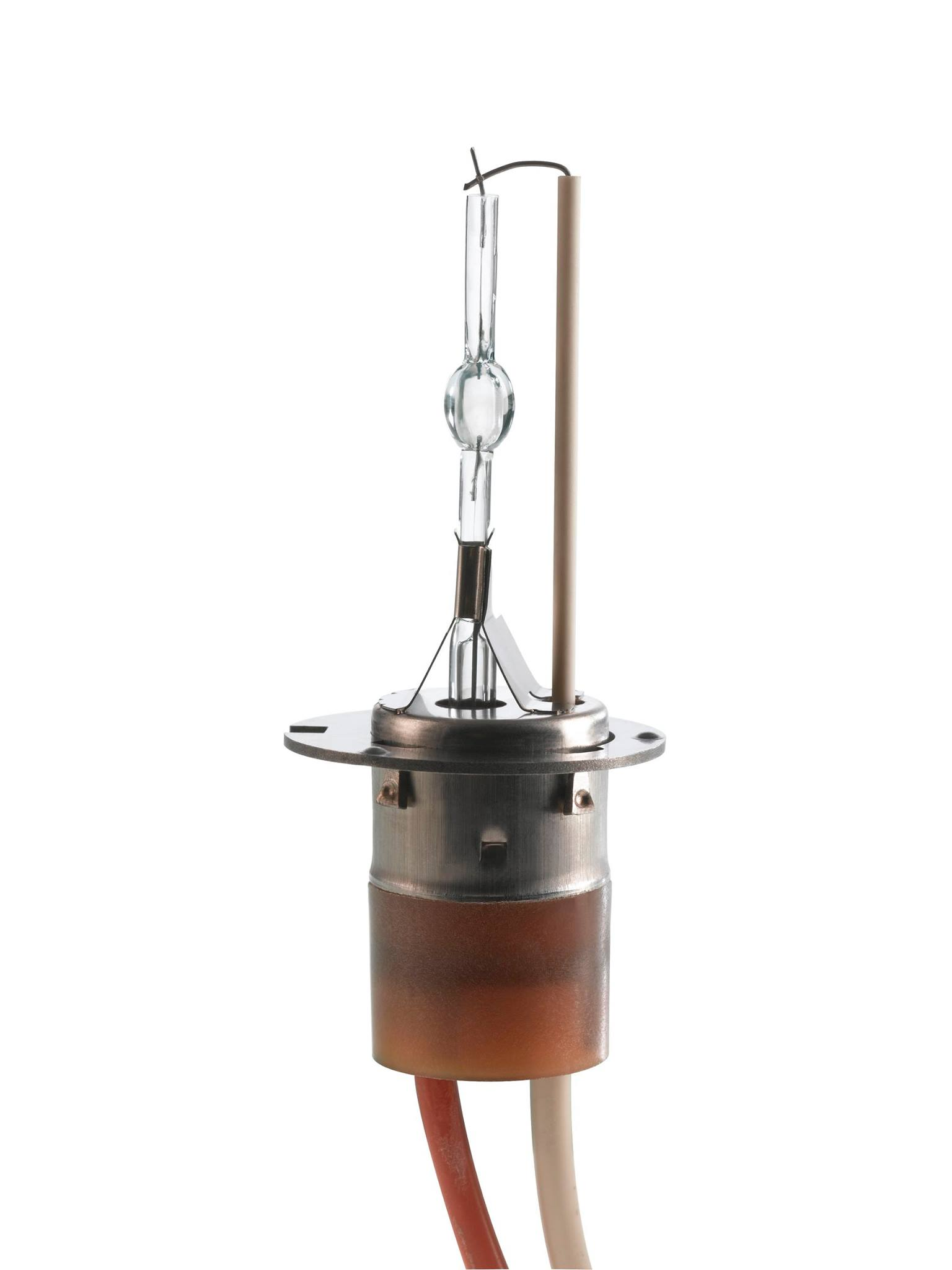

В современные автомобили с недавнего времени стали устанавливать ксеноновые газоразрядные лампы. Впервые эти лампы стали доступны для покупателей автомобилей BMW 7 серии в качестве доп. опции в 1994 году. По сравнению с другими типами они надёжны и имеют большую светоотдачу. Для сравнения, газоразрядная лампа с электрической мощностью в 40 Вт создаёт световой поток в 3200 лм; срок службы таких ламп в пределах 1500 часов. Для работы ксеноновых ламп требуются специальные электронные системы управления и преобразователи напряжения — для запуска таких ламп 12 В бортовой сети преобразуется в переменное напряжения 10—20 кВ частотой 400 Гц, а после прогрева ламп напряжение снижается до достаточных 85 В. Но такие лампы медленно включаются (до нескольких секунд), что ограничивает их применение только в качестве ближнего света.
Светодиодные излучатели имеют способность излучать с интенсивностью в 70—100 лм при электрической мощности в 1 Вт. Для достижения более высоких значений их устанавливают группами, порядка 20—40 штук. Основной проблемой светодиодных излучателей является их излишний нагрев во время работы. Эту проблему производители фар решают с помощью установки радиаторов для отвода тепла обдуваемых естественно или принудительно вентилятором. Срок службы таких излучателей при соблюдении температурного режима и указанного производителем тока потребления находится в пределах 50 000 часов со снижением яркости до 70 % от изначальной в процессе эксплуатации. Производитель рекомендует не превышать типичный ток и заявляет через 25 000 часов не менее 91,8 % уровня яркости, от уровня яркости измеренной на 6000 часах.
Неоновые трубки впервые были использованы в 1995 году в качестве центрального стоп-фонаря на Ford Explorer, а позже в 1998 году на модели Lincoln Mark VIII, где неоном был обвешен весь кузов, и в BMW Z8, который сделал использование неоновых ламп распространённым. После этого многие концепт-кары, например Volvo, использовали неоновые лампы в светотехнике.
Линейная упаковка неоновых трубок, а также их мгновенное включение, позволяет их использовать для центральных стоп-фонарей. Однако для их работы требуется дорогостоящий и мощный блок питания (балласт), отсюда низкая популярность в качестве источника света в автомобильной светотехнике.

### Требования к световой технике
Световая техника транспортного средства должна быть исправна, отрегулирована и должна иметь тот тип и мощность ламп, которые установил завод-изготовитель. Последнее требование основано на работе рефлектора фары, который рассчитан на определённый световой поток. Регулировка наклона пучка ближнего или дальнего света в зависимости от нагрузки транспортного средства, профиля дороги, условий видимости может осуществляться как вручную, так и автоматически с помощью корректора фар. Также ограничения накладываются на цвет испускаемого фарами света и наличия омывателя фар для газоразрядной светотехники. Однако в России многие водители стали устанавливать светотехнику не соответствующую требованиям стандарта завода-изготовителя, вследствие чего пришлось увеличить ответственность водителя за нарушения правил. К подобной практике ранее уже прибегли в Татарстане.
Также, не имеют права эксплуатироваться на дорогах России машины с заклеенными цветной плёнкой фарами и светодиодной подсветкой форсунок стеклоочистителя лобового стекла.
Имеющиеся требования к автомобилю и методы проверки транспортных средств направлены на повышение безопасности дорожного движения. Транспортные средства не прошедшие Государственный технический осмотр транспортных средств не могут эксплуатироваться на дорогах России до устранения причин неисправности.

### Распространение нештатных ксеноновых фар
Фары с галогенными лампами накаливания (галогенные фары) имеют ряд существенных недостатков:
- низкая светоотдача, вследствие чего дорога плохо освещается;
- низкий срок службы ламп — 150—300 часов;
- из-за высокой составляющей теплового излучения выгорает зеркальное покрытие рефлектора фары, и фара приходит в негодность.

Фары с ксеноновыми лампами (ксеноновые фары):
- дают более высокую светоотдачу, освещённость дороги возрастает;
- имеют срок службы 3—5 тыс. часов;
- не имеют высокого теплового излучения.

В России в продаже имеется много низкокачественных галогенных ламп производства Китая. В 2003—2005 годах в продаже появились установочные комплекты, представляющие собой ксеноновые лампы, адаптированные под цоколь «H» (Halogen), и два высоковольтных блока розжига. Эти ксеноновые лампы (так называемый «колхозный ксенон») можно установить в штатные фары, где раньше стояли галогенные лампы. Многие водители установили себе таким способом ксеноновые фары.
Однако у этой переделки есть недостаток: ксеноновые лампы устанавливаются в фары, рассчитанные под галогенные лампы. Светораспределение этих фар будет другое, значительная часть света будет проникать выше светотеневой границы (СТГ), нарушая Правила ЕЭК ООН № 98. Это создаёт дискомфорт встречным водителям и может привести к их ослеплению. В рамках действующего КоАП РФ водителей с нештатным ксеноном можно привлечь по статье 12.5, ч. 1 либо ч. 3.
20 февраля 2010 года Главное управление ГИБДД при МВД РФ издало разъяснение «Об использовании ксеноновых фар». Контроль за соответствием внешних световых приборов установленным требованиям, будет осуществляться инспекторами технического надзора при проведении государственного технического осмотра, и при проверке ими технического состояния транспортных средств при осуществлении надзора за дорожным движением.
25 июня 2019 г, вышло постановление пленума Bерховного суда РФ № 20 «О некоторых вопросах, возникающих в судебной практике при рассмотрении дел об административных правонарушениях, предусмотренных главой 12 Кодекса Российской Федерации об административных правонарушениях». Согласно пункту 6 данного постановления «в случае несоответствия только цвета или режима работы световых приборов, установленных на транспортном средстве, названным выше требованиям управление таким транспортным средством может быть квалифицировано по "части 1 статьи 12.5" КоАП РФ»

## Светотехнические сигналы

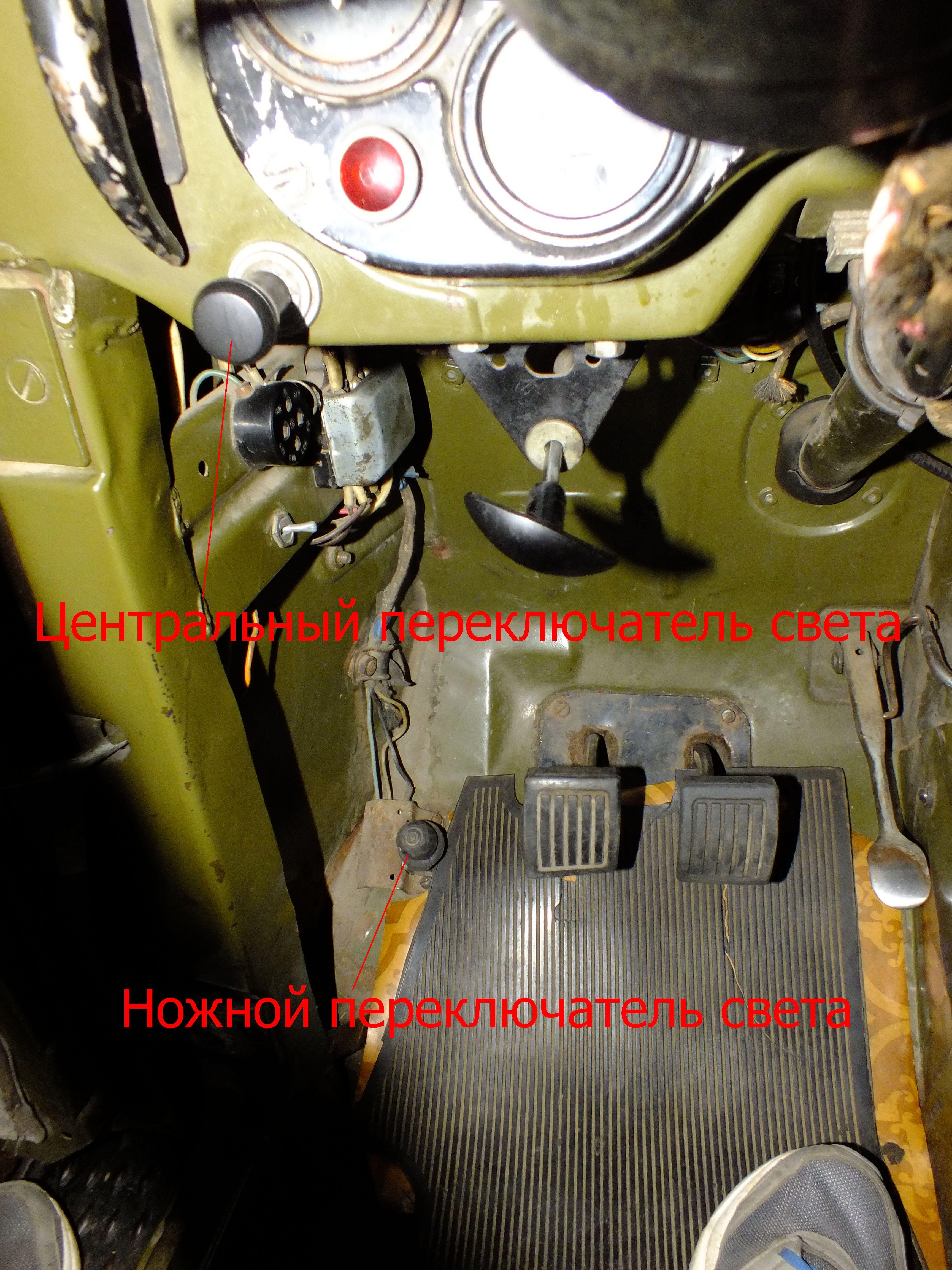
На старых автомобилях стояночные огни и фары включались центральным переключателем, расположенным на приборной панели, а переключение с ближнего на дальний свет — ножным переключателем.
ГАЗ-69, вид с места водителя.

Неизвестно, когда и кем придуманы светотехнические сигналы, но с увеличением автомобильного парка в городах их использование становится более активным, становясь языком общения водителей. Световые сигналы не всегда являются формализованными, обычно нигде не зафиксированы, чаще привязаны к определённой стране и потому не могут применяться и пониматься всеми водителями. В СНГ распространены следующие сигналы:
- Кратковременное включение правого поворота едущим впереди (обычно на две вспышки длинномерным грузовиком) означает, что дорога впереди свободна, и можно начать обгон этого грузовика.
- Включение левого сигнала поворота в аналогичной ситуации означает занятость встречной полосы, водителю сзади идущего автомобиля следует остаться в своём ряду[30].
- Включение аварийного сигнала на время, равное примерно одной-двум вспышкам, используется как знак благодарности.
- Два кратковременных включения света встречного автомобиля означает опасность впереди (авария, сложный участок, пост дорожной полиции) и рекомендацию к снижению скорости. В знак благодарности получающий такой сигнал поднимает руку вверх ладонью вперёд. Два кратковременных включения света с последующим кратковременным включением сигнала поворота — указывает на сторону дороги, где стоит ожидать опасность.
- Долговременное включение дальнего света в зад впереди идущему автомобилю означает просьбу уступить дорогу или выключить слепящие задние противотуманные огни.
- Кратковременное включение дальнего света при разъезде автомобилей означает, что показывающий такой сигнал уступает.
- Кратковременное включение дальнего света ночью — просьба встречного водителя выключить дальний свет[31]. Данное правило зафиксировано пунктом 19.2 ПДД Украины[32] и обязательно к выполнению.
- Частое периодическое включение сигнала тормоза без видимого торможения — привлечение внимания автомобиля, который идёт сзади, сигнал о сложной обстановке внутри салона автомобиля, просьба о помощи. Также — просьба увеличить дистанцию между автомобилями.